# Юханссон, Гуннар
Гу́ннар Ю́ханссон (швед. Gunnar Johansson; 29 февраля 1924, Йертум — 14 февраля 2003, Экс-ан-Прованс) — шведский футболист и футбольный тренер, бронзовый призёр чемпионата мира—1950. Выступал на позиции защитника.

## Карьера

### Клубная
Гуннар Юханссон — воспитанник клуба «Лилла Эдет». С 1940 по 1949 год играл в команде «Инландс», затем год выступал за «Гётеборг» и успел провести за команду 16 матчей в чемпионате Швеции. В 1950 году защитник перешёл в марсельский «Олимпик».
Цвета «провансальцев» Юханссон защищал 8 лет. За это время он провёл за «Олимпик» 256 матчей в различных турнирах. В сезоне 1953/54 шведский защитник стал финалистом кубка Франции, а три года спустя выиграл Кубок Шарля Драго.
Летом 1958 года Гуннар Юханссон стал игроком клуба Дивизиона 2 «Экс-ан-Прованс». За эту команду защитник играл до 1961 года, после чего завершил карьеру игрока. В сезоне 1960/61 Юханссон был играющим тренером команды
.

### В сборной
Гуннар Юханссон в составе сборной Швеции участвовал в  чемпионате мира—1950. На турнире защитник провёл 2 матча и больше за национальную сборную на протяжении своей карьеры не выступал.

## Статистика
| Матчи Гуннара Юханссона за сборную Швеции | Матчи Гуннара Юханссона за сборную Швеции | Матчи Гуннара Юханссона за сборную Швеции | Матчи Гуннара Юханссона за сборную Швеции | Матчи Гуннара Юханссона за сборную Швеции | Матчи Гуннара Юханссона за сборную Швеции | Матчи Гуннара Юханссона за сборную Швеции |
| ----------------------------------------- | ----------------------------------------- | ----------------------------------------- | ----------------------------------------- | ----------------------------------------- | ----------------------------------------- | ----------------------------------------- |
| №                                         | Дата                                      | Оппонент                                  | Счёт                                      | Голы Юханссона                            | Соревнование                              |                                           |
| 1                                         | 13 июля 1950                              | Уругвай                                   | 2:3                                       | —                                         | ЧМ—1950                                   |                                           |
| 2                                         | 16 июля 1950                              | Испания                                   | 3:1                                       | —                                         | ЧМ—1950                                   |                                           |

Итого: 2 матча; 1 победа, 0 ничьих, 1 поражение.

## Достижения
Швеция
- Бронзовый призёр чемпионата мира (1): 1950

 Олимпик Марсель
- Финалист кубка Франции (1): 1953/54
- Обладатель Кубка Шарля Драго (1): 1956/57